# 크로아티아 의회
크로아티아 의회(크로아티아어: Hrvatski sabor)는 또는 사보르는 크로아티아의 입법부이다.